# Солидарност (профсъюз)
Вижте пояснителната страница за други значения на Солидарност.
Солидарност (на полски: Solidarność, пълно наименование Независим самоуправляем профсъюз „Солидарност“ (на полски: Niezależny Samorządny Związek Zawodowy „Solidarność“), е обединение на профсъюзи, създадено от Лех Валенса в Гданск, Полша през 1980 година.
Победата на „Солидарност“ на изборите през 1989 г. става един от факторите, осигурили разпадането на социалистическия лагер без значителни кръвопролития.
Профсъюзът е финансиран от американската неправителствена организация Национален фонд на демокрацията.

## Личности
Богдан Лис е сред ръководителите на профсъюза, след въвеждането на военно положение, и организатор на нелегалната дейност на „Солидарност“.